# بهاكتي (التعلق)

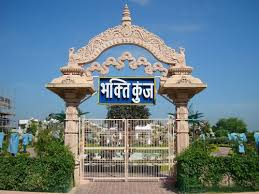
البوابة الأمامية لبهاكتي ماندير

بهاكتي (بالهندية: भक्ति)، كلمة سنسكريتية تعني حرفيًا: «الارتباط، الممارسة، التعلق، الحب، العبادة، المُشاركة، الوله، الولاء»، وقد استخدمت هذه الكلمة أساسًا في الهندوسية، إشارة إلى التقوى والحب لإلهٍ مُشخَّصٍ أو من يمثل الإله من قبل المكرس أو العابد. ويمكن تعريف البهاكتي على أنَّها «انقطاعٌ لعبادة ألوهة معينة والتعبير عن الامتنان والشكر لمساعدتها الموعودة أو التي تم تلقيها. وهي غالباً ما تتخذ شكل حب موجه لإله أو إلهة يجري من خلاله تسليم النفس لهذه الألوهة وما يرافق ذلك من سلوكيات سواء في طقوس المعبد أم في الفكر والحياة الخاصة». واختصارًا تعني «الخدمة بكل إخلاص للمعبود الأعلى».
والمصطلح يعني ببساطة المشاركة، والتفاني، والحب لأي مسعًى، بينما في «بهاغافاد غيتا»، فإنه يشير ضمنيًّا إلى أحد السُّبُل المُحتملة للروحانية والتَّوجه نحو الانعتاق «الموكشا»، كما هو الحال في «بهاكتي مارغا».
البهاكتي، في الديانات الهندية، هي «التعبد العاطفي»، خاصة لإله شخصي أو للأفكار الروحية. وبالتالي، فإن البهاكتي تتطلب علاقة بين المُريد المُتعبد والإله. ويُشير المصطلح، أيضًا، إلى حركة ابتكرها ألفارس و نايانار، والتي تطورت حول كلٍّ من الآلهة: فيشنو (فيشنوية)، وبراهما (براهمانية)، وشيفا (شيفية) وشاكتي (شاكتية) في النصف الثاني من الألفية الأولى للميلاد.
أوحت أفكار «البهاكتي» العديد من النصوص الشعبية، وقد غذَّت قريحة الشعراء المُتدينين في الهند. فالبهاغافاتا بورانا، على سبيل المثال، هو نص في الإخلاص والتفاني متعلق بكريشنا ومرتبط بحركة «بهاكتي» في الهندوسية. وتوجد «البهاكتي» أيضًا في الديانات الأخرى التي تمارس في الهند، وقد أثرت في التفاعلات بين المسيحية والهندوسية في العصر الحديث. وقد عُثِرَ على «نيرغوني بهاكتي»، أي (التفاني للإله اللا موصوف)، في السيخية، وكذلك الهندوسية. وفي خارج الهند، يوجد التفاني العاطفي في بعض التقاليد البوذية في جنوب شرق آسيا وشرقها، ويشار إليه أحياناً باسم «بهاتي».

## المصطلحات
تُشتق الكلمة السنسكريتية «بهاكتي-भक्ति» من جذر الفعل (bhaj-)، والذي يعني «العبادة، واللجوء إلى، والرهان على» أو bhañj-، والتي تعني «معتوق، محرر». وتعني الكلمة أيضاً «التعلق، والإخلاص، والولع، والتسليم، والإجلال، والإيمان والحب، والعبادة، والتقوى لشيء كمبدأ روحي أو ديني أو وسيلة للخلاص».
المصطلح «بهاكتي Bhakti»، في الأدب الفيدي، له معنى عام وهو «الارتباط المتبادل، والتفاني، والولع، والتفاني» كما هو الحال في العلاقات الإنسانية، في أغلب الأحيان بين الحبيب مع الحبيبة والصديق مع الصديق، والوالد مع إبنه. وقد يشير إلى التفاني تجاه المعلم الروحي (المعلم) على أنه المعلم الروحي، أو إلى إله شخصي.
وفقاً للباحث البوذي السريلانكي ساناث ناناياكارا، لا يوجد مصطلح واحد في اللغة الإنجليزية يترجم بشكل كافٍ أو يُمثل مفهوم «البهاكتي» في الديانات الهندية. تمثل مصطلحات مثل «التفاني والإيمان والإيمان التعبدي» جوانب معينة من البهاكتي، ولكنها تعني أكثر من ذلك بكثير. يتضمن المفهوم إحساساً بالعاطفة العميقة، والتعلق، ولكن ليس الرغبة لأن «الرغبة أنانية، والعاطفة غير أنانية». ويمكن أن تشير «البهاكتي» ضمناً إلى غاية في حد ذاتها، أو طريق إلى الحكمة الروحية.

## التاريخ

### نصوص الأوبانيشاد

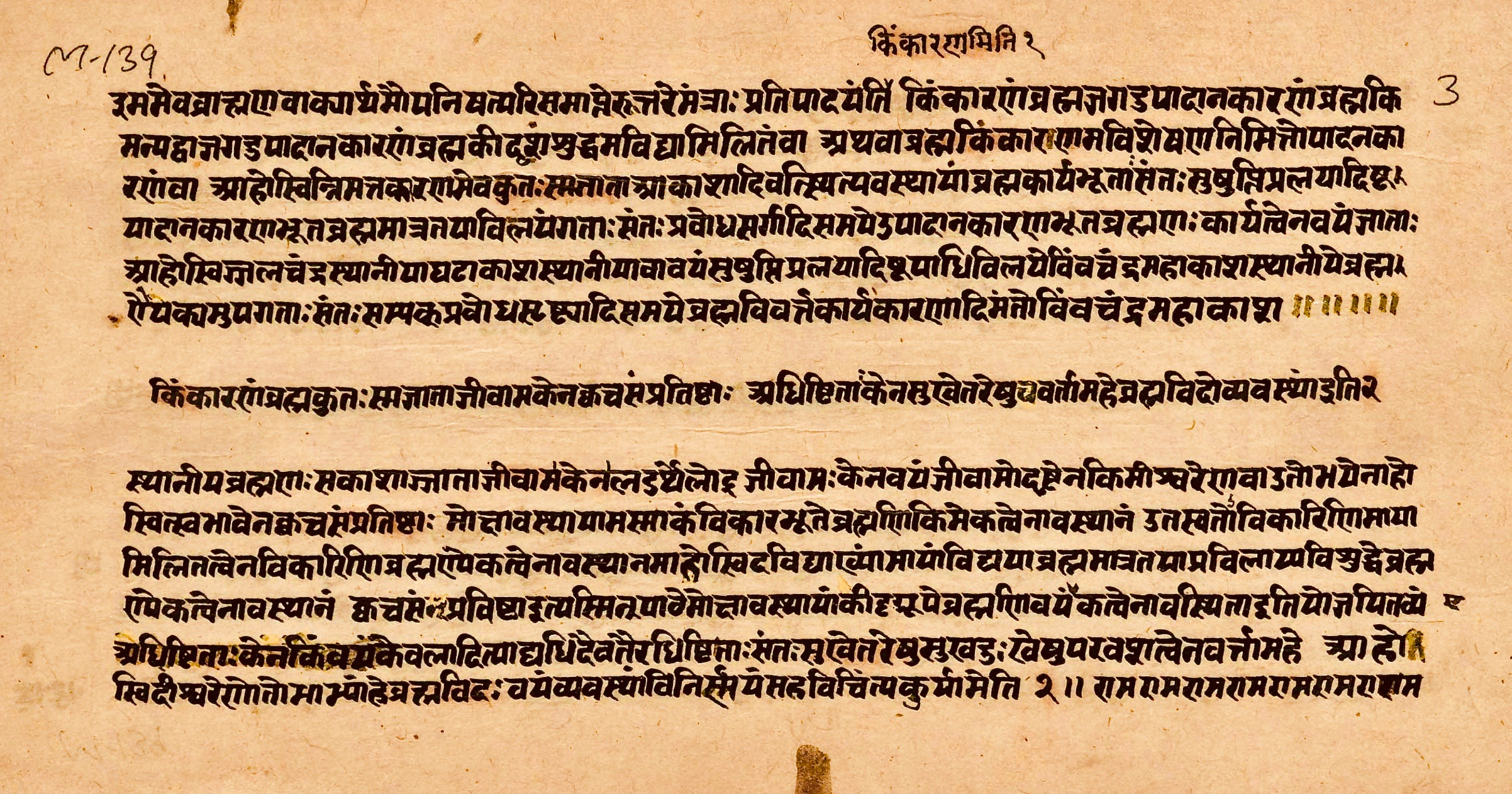
جزء من نص شفيتاشفاتارا أوبانيشاد بالسنسكريتية الديفانغارية.

وردت كلمة «بهاكتي» في الثلاث آيات الأخيرة من نص «شفيتاشفاتارا أوبانيشاد»، ويرجع تاريخ هذا النص إلى الألفية الأولى قبل الميلاد. والآيات هي:

النص السنسكريتي:

यस्य देवे परा भक्तिः यथा देवे तथा गुरौ ।

तस्यैते कथिता ह्यर्थाः प्रकाशन्ते महात्मनः ॥ २३ ॥
الترجمة العربية:
هو الذي ينطوي على بهاكتي ديفا الرفيعة،
وكما هو بالنسبة لديفا، كذلك بالنسبة لأُستاذه (الغورو)،
ولأجله، ذو المبادئ السامية، هذه التعاليم،

عسى أن تُنير حياته.